# 中国国家足球二队
中国国家足球二队，简称国家二队、国二队，是中国足球曾经设立的一支国家级选拔队，于1990年改组为中国国奥队后，不复存在。2017年5月2日，中国国家男子足球队二队成立，目前的主教练是马尔切洛·里皮。

## 早期
中华人民共和国建国前期，足球并没有参加世界性大赛的机会，即使是国家队的主要任务也往往只是与一部分外交友好国家进行访问交流比赛，而国二队的任务则是在某些情况下分担国家队的赛事。所以国二与国家队并无明确年龄层次差异，而且时而设立时而不设，或者有时由国家队教练并管。

## 参加国内联赛
中国足球历史上最重要和最著名的国二队，始于1986年12月主教练徐根宝上任后。当时的国二队明确了向国家队输送人才、备战1990年亚运会的正式目标，所以人员组成开始趋向于选择年轻球员，以1967年左右出生、有发展潜力的队员为目标。徐根宝更加提出了要求让球队从1988年起正式参加当时的中国国内足球联赛，得到了中国足协等机构的批准。
徐根宝率领的国二队的成员主要是各地方足球队的二队、青年队的年轻球员，由于当时中国足球尚未职业化，球员的管理仍然是政府体育部门的职权，所以球员的调动并不采用转会的形式，而主要由国二队与地方队协商。也有不少球员在国二队表现出色后，很快被地方队召回的情况。
由于球员基本都是在各地方队尚未成名的年轻球员，当时足球界甚至有对于国二队参加联赛，万一遭遇降级的尴尬而产生的顾虑。不过出人意料的是，国二队在参加联赛的第二年，即1989年第一届专业化甲A联赛中，就力压“十冠王”辽宁队等国内劲旅，夺得了联赛冠军。

## 改组国奥队
1989年底，国际足联与国际奥委会达成协议，夏季奥运会足球赛事开始设立年龄限制，于是各国纷纷成立专门的U23奥林匹克足球队。而由于当时的国二队本来就是以年轻球员为主，所以中国决定以它为基础设立中国国奥队，一部分将在1992年巴塞罗那奥运会时超龄的球员如高洪波、高仲勋等离队，主教练仍然是徐根宝。从此，国二队不复存在。

## 著名球员
徐根宝率领的国二队培养出了一大批之后十余年内中国足球举足轻重的知名球星，如范志毅、徐弘、高洪波、黎兵、王涛（小）、江洪、胡志军、李晓、成耀东、翟飙、蔡晟、马明宇、张军、冯志刚等等。

## 2017年组建新中国国家足球二队[2]
在2017年4月接受采访时国足领队兼助理教练李铁透露：里皮在执教过程中发现，中国队目前面临比较严重的人才青黄不接的窘境。为了确保国家队人才供给的充足，国足主教练里皮已经向中国足协提出了组建国家二队的计划，国家二队主要面向那些暂时达不到国脚标准，但具备很大潜力的球员。
所谓国家二队，是为了与国家队形成衔接。能在国家队和U22队间的年龄结构断层上，再组建一支队伍，时刻为国家队补充新鲜血液，会有助于国足发展，这也就形成了“大国家队”体系。国家二队组建方式是动态的，球员们不会参加重要比赛，但在小周期内会保持一定训练，参加一些邀请赛。
2017年5月2日中国足协公布重新组建的中国国家足球二队的首期人员名单：
　　主教练：里皮
　　领 队：李铁（兼）
　　管 理：康冰、张 贺、黄 松
　　助理教练：马达洛尼、佩佐蒂、李 铁
　　守门员教练：兰普拉
　　体能教练：高迪诺、内 里
　　医 生：西多蒂、王书成
　　康复师：科 蒂、金 日、赵洪岩、张延瑞
　　技术分析：刘智宇、佟 强、杜立达
　　新闻官：车恒智
　　翻 译：文迁时、徐 杨、翁书荡
　　装备管理：郭 锐、黄伟涛、陈 曦
　　运 动 员：(22名)
　　广州恒大淘宝： 徐新、廖力生、王上源
　　上海上港： 石柯、贺惯、傅欢、韦世豪
　　北京中赫国安：唐诗、李磊
　　广州富力： 陈志钊、肖智
　　河北华夏幸福：高准翼
　　辽宁宏运：杨旭、石笑天
　　长春亚泰：何超
　　山东鲁能泰山： 吴兴涵、刘彬彬
　　天津权健：刘奕鸣
　　杭州绿城：邹德海
　　北京人和：邓涵文
　　大连一方：李帅
　　梅州客家：姚均晟